# کابالو (نیومکزیکو)
کابالو (به انگلیسی: Caballo) یک منطقهٔ مسکونی در ایالات متحده آمریکا است که در نیومکزیکو واقع شده‌است. کابالو ۱۱۲ نفر جمعیت دارد و ۱٬۲۹۶٫۰۳ متر بالاتر از سطح دریا واقع شده‌است.